# Ар-нуво в Антверпене
Ар-нуво в Антверпене — движение архитектуры и дизайна в стиле модерн развивалось в Антверпене, примерно между 1898 - 1914 годами — годом началом Первой мировой войны. Основными архитекторами этого периода были  Джозеф Баскорт, Жак Де Вердт, Жюль Хофман, Эмиль Ван Авербеке, Эмиль Тиленс, Франс Смет-Верхас, а также Август Колс и Альфрид Дефевер. Основные характеристики стиля в Антверпене это использование линии "удара бича" и неправильных изгибов в лепных украшениях, металлических изделиях и резных украшениях, пологих арок, красочной керамической плитки, мозаика и витражей, позолоченных асимметричных орнаментов, использование сграффито  

## Цуренборгский район

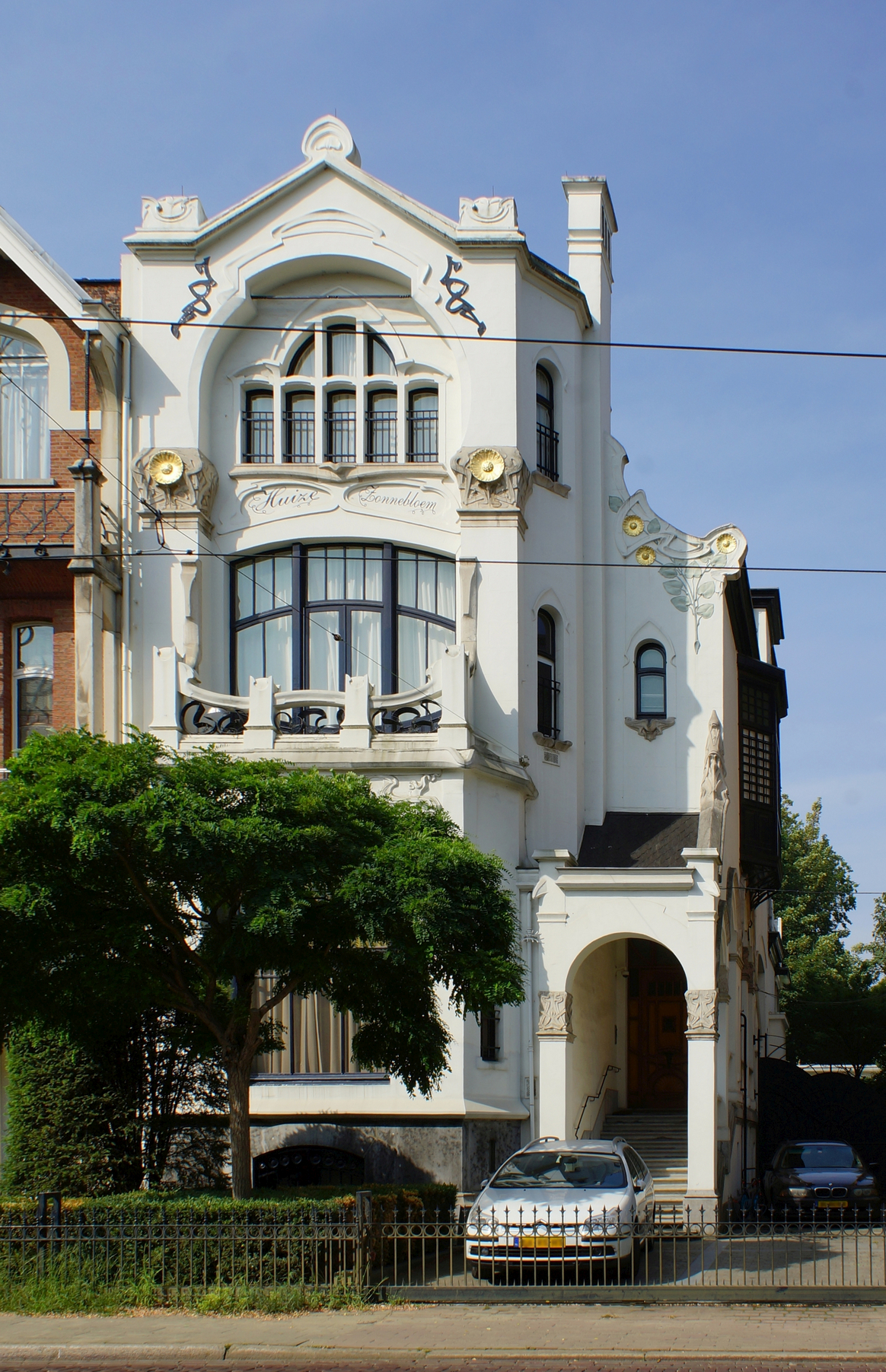
Дом подсолнуха на Когельс Осилей, Антверпен, спроектированный Жюлем Хофманом и построенный в 1900 году.

В отличие от других крупных бельгийских мегаполисов, таких как Брюссель или Льеж, где ар-нуво процветал во многих частях города, здания в стиле модерн в Антверпене в основном, сосредоточены в пределах одного квартала - Цуренборг, который является пригородной частью города, расположенной примерно в трех километрах от центра города, к северу от железнодорожного вокзала Берхем. Большая часть построек расположена в так называемом «Золотом треугольнике» антверпенского модерна, вдоль улиц Трансваальстраат, Ватерлоо-стрит, Когельс Осилей. Последний, большое количество богато украшенной, монументальной архитектуры викторианской и эдвардианской эпохи, в которой сочетаются различные стили - неоклассический, эклектический, различные идиомы эпохи Возрождения и, прежде всего, модерн - гармонично, которые гармонично переплетаются между собой. 

## Основные здания в стиле модерн в Антверпене
Несколько крупных зданий выделяются среди построек в стиле модерн в Антверпене, хотя ни одно из них не достигло такого культового статуса, как Блуменверф Анри ван де Вельде в Уккеле или здания Виктора Орта в Брюсселе.

### Дом подсолнуха
Одним из самых красивых примеров построек в стиле ар-нуво в Антверпене является Дом подсолнуха, построенный в 1900 году по проекту Жюля Хофмана, Когельса Осилей близком к немецкому Югендстилю. По фасаду проходят стилизованные растительные орнаменты, отличающиеся на каждом уровне. Можно увидеть два подсолнуха на главном фасаде и три поменьше на первом надземном этаже прямо над входной аркадой.

### Дом битвы при Ватерлоо
Еще одним примечательным сооружением в этом районе является Дом битвы при Ватерлоо, спроектированный архитектором Франсом Смет-Верхасом и построенный в 1905 году. Здесь почти симметричный фасад, нарушенный только боковой башней, украшен мозаикой с именами, фигурами и штандартами герцога Веллингтона и Наполеона I.

### Народный дом
Несколько очень интересных и оригинальных зданий были построены в других частях Антверпена, в том числе «Народный дом», построенный в 1901 году архитекторами Эмилем ван Авербеке и Яном ван Аспереном. Сбалансированный фасад, покрытый мозаикой, символизирующей труд, с лозунгом «Help U Zelve» (буквально «Помоги себе»). Фасад увенчан двумя угловатыми пилонами, которые заканчиваются каменными скульптурами мужчины и женщины, каждая фигура окружена спиралью из кованого железа.

### Дом пяти континентов
Также примечателен Дом пяти континентов («Huis de Vijf Werelddelen»), вероятно, самая оригинальная постройка в стиле модерн в городе, получившая прозвище «t Bootje» («Маленькая лодка») из-за лоджии на втором этаже. в виде носа корабля, выходящего из угла сооружения. На самом деле это комплекс из четырех домов, спроектированных для состоятельного судостроителя П. Роиса, отсюда и форма корабля и название, которое также указывает на давнюю репутацию Антверпена как морского порта. Он расположен на углу улиц Схилдерстраат и Плаатснейдерстраат. Построен по проекту Франса Смет-Вехаса в 1901 году

## Список построек в стиле модерн в Антверпене
В этот список вошли все здания, которые можно отнести к модерну в широком смысле. Обратите внимание, что этот список не является исчерпывающим и может быть дополнен по мере необходимости.
| Северный Цуренборг                                                                |                                     |         |  |                                 |
| Дом Эмиля ван Авербеке                                                            | Эмиль ван Авербеке                  | 1907 г. |  | 24 Кобденстраат                 |
| Безымянный                                                                        | Джозеф Бакельманс                   | 1905 г. |  | 55/57/59 Долфийнстраат          |
| Ансамбль Нотус, зефир, Еврус и Борей (Четыре ветра)                               | Август Колс и Альфрид Дефевер       | 1901 г. |  | 38/40/46/48 Гротехондстраат     |
| Дом Шройенса                                                                      | Франс Смет-Верхас                   | 1908 г. |  | 135 Ланге Ван Руусбройкстраат   |
| Ансамбль Верфайи                                                                  | Эмиль ван Авербеке и В. Диль        | 1901 г. |  | 102/104/106 Меркаторстраат      |
| Дом "Дагет на Востоке"                                                            | Жак де Вердт                        | 1906 г. |  | 28 Остенстраат                  |
| Дом Ситроен-Кан                                                                   | Жак де Вердт                        | 1908 г. |  | 32 Остенстраат                  |
| Дом Лейс                                                                          | Жак де Вердт                        | 1906 г. |  | 34 Остенстраат                  |
| Дом Де Граафа                                                                     | Жак де Вердт                        | 1906 г. |  | 17 Шорпиоенстраат               |
| Дом Классенса                                                                     | Жак де Вердт                        | 1907 г. |  | Велодромстраат, 47              |
| Эглантинский дом                                                                  | Жак де Вердт                        | 1908 г. |  | 48/50 Зенобе Грамместрат        |
| «Золотой треугольник» модерна                                                     |                                     |         |  |                                 |
| Вилла водяных лилий                                                               | Август Колс и Альфрид Дефевер       | 1900 г. |  | 42 Когельс Осилей               |
| Ирис де Лишблум                                                                   | Т. Ван ден Босше                    | 1898 г. |  | 44 Когельс Осылей               |
| Дом Де Рооса                                                                      | Жюль Хофман                         | 1898 г. |  | 46 Когельс Осылей               |
| Дом подсолнуха                                                                    | Жюль Хофман                         | 1900 г. |  | 50 Когельс Осылей               |
| Дом Де Моргенстера                                                                | Джозеф Баскорт                      | 1904 г. |  | 55 Когельс Осылей               |
| Дом Де Зонневийзера                                                               | Август Колс и Альфрид Дефевер       | 1909 г. |  | 59 Когельс Осылей               |
| Дом "Квинтен Матсис"                                                              | Жак де Вердт                        | 1904 г. |  | 80 Когельс Осылей               |
| Ансамбль "Зима, Весна, Лето, Осень" - четыре дома на пересечении с Ватерлоостраат | Джозеф Баскорт                      | 1899 г. |  | 27-30 Генерал Ван Меерленстраат |
| Безымянный                                                                        | Альфрид Дефевер                     | 1914 г. |  | 18 Трансваальстраат             |
| Дом Тальковски                                                                    | Жак де Вердт                        | 1906 г. |  | 30 Трансваальстраат             |
| Дом "Мон Репо"                                                                    | Альберт Гондрексон                  | 1901 г. |  | 42 Трансваальстраат             |
| Дома Лотос и Папирус (двойные)                                                    | Джозеф Баскорт                      | 1901 г. |  | 52/54 Трансваальстраат          |
| Дом Борея                                                                         | Джозеф Баскорт                      | 1898 г. |  | 56 Трансваальстраат             |
| Дом Де Рооса                                                                      | Жюль Хофман                         | 1899 г. |  | 62 Трансваальстраат             |
| Де Маргрит Хаус                                                                   | Жюль Хофман                         | 1900 г. |  | 2 Ватерлоостраат                |
| Ансамбль Де Пау                                                                   | Август Колс и Альфрид Дефевер       | 1900 г. |  | Ватерлоостраат (дом уточнить)   |
| Дом битвы при Ватерлоо                                                            | Франс Смет-Верхас                   | 1905 г. |  | 11 Ватерлоостраат               |
| Безымянный                                                                        | Франс Смет-Верхас                   | 1901 г. |  | Ватерлоостраат (дом уточнить)   |
| Ансамбль Де Мот                                                                   | Жак де Вердт                        | 1904 г. |  | 26/28 Ватерлоостраат            |
| Верхайен Хаус                                                                     | Жак де Вердт                        | 1904 г. |  | 27 Ватерлоостраат               |
| Дом Наполеона                                                                     | Жак де Вердт                        | 1904 г. |  | 30 Ватерлоостраат               |
| Дом Нимфея                                                                        | Джозеф Баскорт                      | 1904 г. |  | 31 Ватерлоостраат               |
| Дом Чайки                                                                         | Жак де Вердт                        | 1905 г. |  | 39 Ватерлоостраат               |
| Ансамбль Беккельманс                                                              | Джозеф Бакельманс                   | 1905 г. |  | 49/51 Ватерлоостраат            |
| Дом Смейерса                                                                      | Адольф ван Коппернолль              | 1904 г. |  | 53 Ватерлоостраат               |
| Ансамбль Ден Тидж ("Погода")                                                      | Август Колс и Альфрид Дефевер       | 1903 г. |  | 55-63 Ватерлоостраат            |
| Другие районы Антверпена                                                          |                                     |         |  |                                 |
| Безымянный                                                                        | В. ван Оэнен                        | 1901 г. |  | 22 Белдхуверстраат              |
| Каретный двор Макинея                                                             | Э. Тиленс                           | 1902 г. |  | 24 Гармониестраат               |
| Королевское общество зоологии                                                     | Эмиль ван Авербеке                  | 1899 г. |  | Конингин Астридплейн            |
| Кафе-ресторан Королевский павлин                                                  | Эмиль ван Авербеке и Э. Тиленс      | 1899 г. |  | 25 Конингин Астридплейн         |
| Безымянный                                                                        | Жак де Вердт                        | 1910 г. |  | 12 Ланге Лоброекстраат          |
| Дом Де Дагераад                                                                   | Жак де Вердт                        | 1907 г. |  | 14 Ланге Лоброекстраат          |
| Дом Зельдерслахтс-Кламан                                                          | Франс Смет-Верхас                   | 1904 г. |  | 40 Аудекеркстраат               |
| Пожарная станция                                                                  | Эмиль Ван Авербеке и Ян Ван Асперен | 1907 г. |  | 124 Палейсстраат                |
| Безымянный                                                                        | Эмиль Ван Авербеке                  | 1908 г. |  | 52 Сандерусстраат               |
| Дом 5 континентов                                                                 | Франс Смет-Верхас                   | 1901 г. |  | 2 Шильдерсстраат                |
| Народный дом                                                                      | Эмиль Ван Авербеке и Ян ван Асперен | 1901 г. |  | 40 Фолькстраат                  |